# Frederick Seitz
Frederick Seitz (ur. 4 lipca 1911 w San Francisco, zm. 2 marca 2008 w Nowym Jorku) – amerykański fizyk.

## Życiorys
Seitz doktoryzował się 1934 u Eugena Wignera na Princeton University, ich współpraca zaowocowała m.in. opisaniem komórki Wignera-Seitza.
Seitz był w latach 1962–1969 prezesem National Academy of Sciences i od 1968 do 1978 prezydentem Rockefeller University w Nowym Jorku. W 1995 podpisał deklarację lipską dotyczącą globalnej zmiany klimatu. Był również współinicjatorem Petycji Oregońskiej, która odrzuca tezy IPCC dotyczące ocieplenia klimatu. Do tej pory petycję podpisało około 31487 osób. Sam Seitz również uważał, że człowiek nie spowodował globalnego ocieplenia.

## Publikacje
- A Matrix-algebraic Development of the Crystallographic Groups, Princeton University 1934
- The Modern Theory of Solids, McGraw-Hill, New York 1940, ASIN B000OLCK08